# Robert van ’t Hoff
Robert van ’t Hoff (ur. 5 listopada 1887 w Rotterdamie, Holandia, zm. 25 kwietnia 1979 w New Milton, Anglia) – holenderski architekt i projektant mebli.

## Życiorys
Zaprojektowana przez niego Villa Henny jest zaliczana do pierwszych modernistycznych budowli oraz pierwszym z budynków do którego budowy wykorzystano beton zbrojony. Od 1917 r. był wpływowym członkiem ruchu De Stijl (neoplastycyzm). Artysta mimo iż urodził się w dobrze sytuowanej rodzinie klasy średniej, a jego żona była spadkobierczynią dużego majątku, nie był w stanie dotować publikacji De Stijl. Należał do komunistycznej partii Niemiec oraz był zwolennikiem niemieckiej polityki agresji wojennej. Był też wielkim zwolennikiem Pietera Jellesa Troelstra'sa - nieudacznika, samozwańczego rewolucjonisty socjalistycznego. W roku 1922 van ’t Hoff po kłótni z jednym z założycieli De Stijl - van Doesburgiemm, odszedł z ruchu, zaprzestał artystycznej aktywności oraz zadeklarował, że jest „ex-architektem”. Przez resztę życia promował eksperymentalny anarchistyczny ruch komunistyczny.

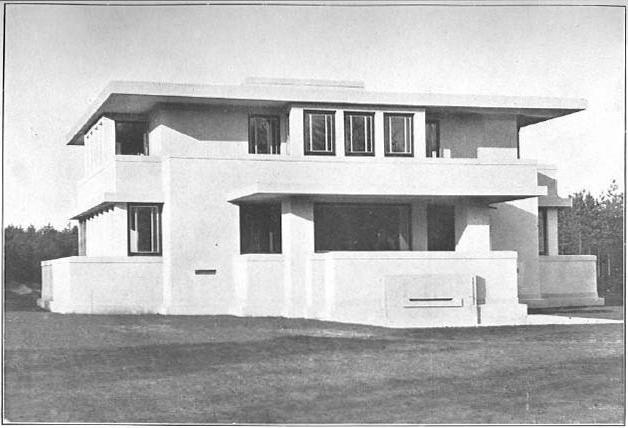
Villa Henny